# 2º Reggimento k.k. Landesschützen "Bozen"

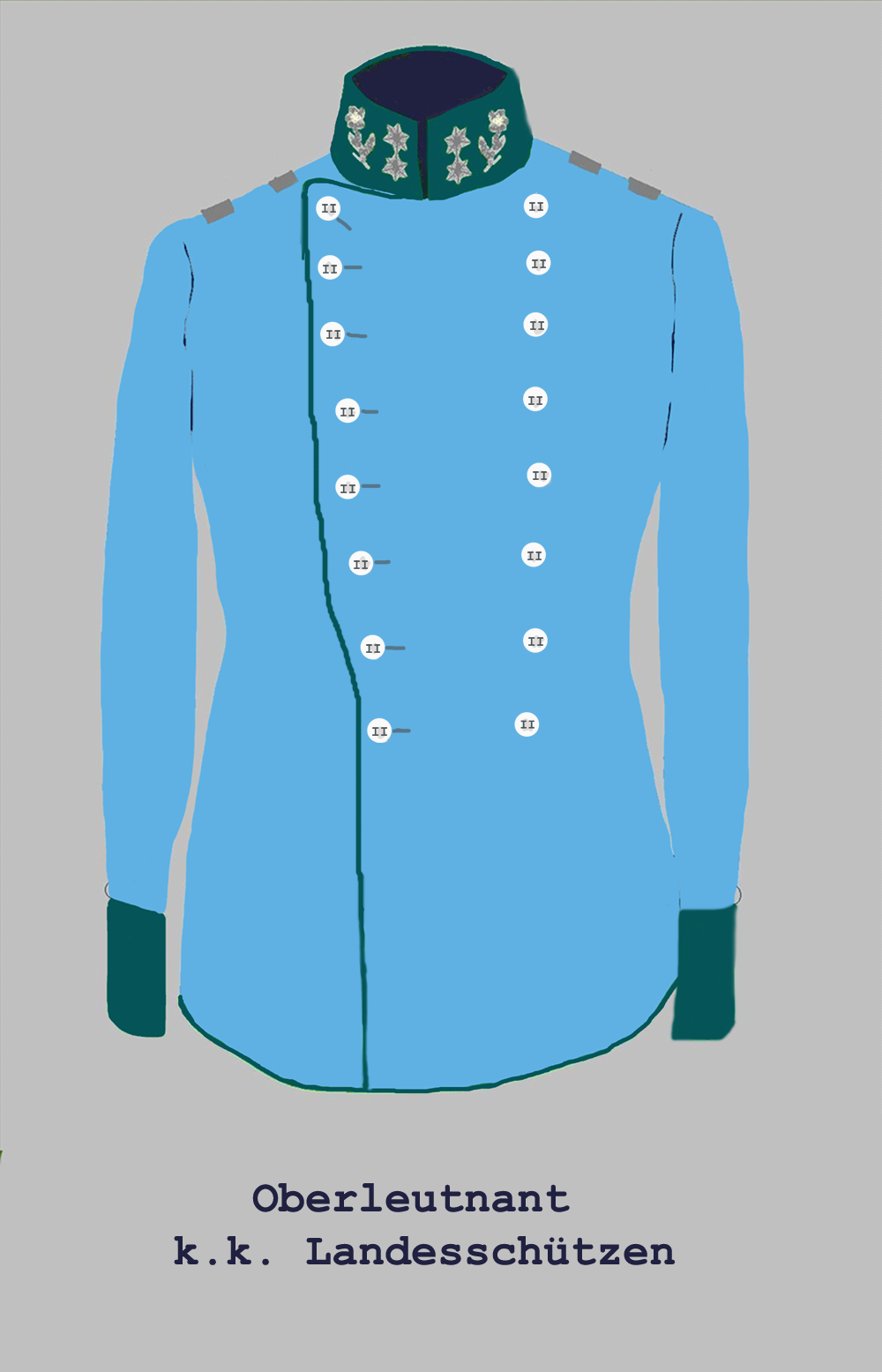
Tenente da 2º Reggimento

Il 2º Reggimento k.k. Landesschützen "Bozen" (nella nomenclatura militare austriaca: k.k. Landesschützen-Regiment „Bozen“ Nr. II) è stato un reparto di fanteria leggera della k.k. Landwehr appartenente al corpo delle truppe da montagna delle forze armate austro-ungariche, le k.k. Gebirgstruppen.

## Storia
In seguito alla legge regionale del 1870 "Regola per la Difesa Territoriale del Tirolo" furono costituiti dieci battaglioni di Landesschützen (difensori del paese o tiratori territoriali). Tre battaglioni prestavano servizio nel Tirolo meridionale l'attuale Trentino, a Mezzolombardo, Riva e Trento.
Nel 1893 con i dieci battaglioni si formarono i reggimenti I, II e III dei Landesschützen.
Nel 1906 i reggimenti I e II furono dichiarati di “alta montagna”, inquadrati nelle k.k. Gebirgstruppen; in tal modo i Landesschützen tirolesi divennero le prime truppe alpine dell'area linguistica tedesca.
Distintivo di quei soldati era la stella alpina sulle mostrine, e la penna di gallo cedrone o in alternativa, nei primi anni di fondazione, una penna di avvoltoio sul cappello. Nel corpo prestavano servizio di due anni i giovani tra i 20 e i 32 anni, rimanendo poi negli Standschützen (gli "Schützen stanziali") per altri dieci anni.
Nei precedenti anni di pace i Landesschützen erano schierati lungo l'intero confine con il Regno d'Italia, dal Passo dello Stelvio alle Alpi Carniche.
Il I Reggimento Landesschützen denominato “Trient” aveva le caserme e il comando appunto a Trento. Il II Reggimento denominato “Bozen” stazionava d'inverno per l'appunto a Bolzano.
Il III Reggimento denominato “Innichen” era quello dolomitico e stazionava d'inverno a San Candido-Innichen, ma anche a Fiera di Primiero, Predazzo e Cortina mentre d'estate oltre che nelle stesse località, anche a Moena, Passo San Pellegrino, Penia in Val di Fassa, Sesto.
Nel 1914, durante la prima guerra mondiale, tutti e tre i reggimenti furono inviati al fronte in Galizia e inquadrati nel Corpo d'armata del Tirolo, del Vorarlberg, del Salisburghese e della Bassa Austria. Qui, parteciparono a sanguinosi scontri con l'esercito zarista che causarono forti perdite nelle unità sostenuti nelle battaglie di Lvov, Grodek, Plica e altre.
I Landesschützen furono rimpatriati nel Tirolo appena nell'autunno 1915 difatti, con l'entrata in guerra del Regno d'Italia, si realizzava la clausola difensiva dell'antica normativa tirolese e tutti i reparti furono impiegati sul fronte italiano dell'Adamello e del Pasubio.
I soldati erano dotati per lo più di una carabina a canna corta del tipo Steyr-Mannlicher M1895, calibro 8 mm e di mitragliatrici Schwarzlose mentre gli ufficiali erano dotati di pistola, sciabola corta e anche il moschetto. I reggimenti ebbero l'onore di venire qualificati Kaiserschützen dall'imperatore Carlo I d'Austria nel gennaio 1917, a seguito del valore dimostrato nei combattimenti fin lì sostenuti.

## Denominazione
La denominazione originale dell'unità fu Landesschützen-Regiment Nr. II e fu completato nel 1897 con l'aggiunta del presidio del personale del Reggimento. Da quel momento in poi fu rinominato k.k. Landesschützen-Regiment "Bozen" Nr. II., nome che cambiò ulteriormente il 16 gennaio 1917 con un decreto dell'imperatore Carlo I in k.k. Kaiserschützen-Regiment "Bozen" Nr. II per essersi distinto nel corso della guerra.

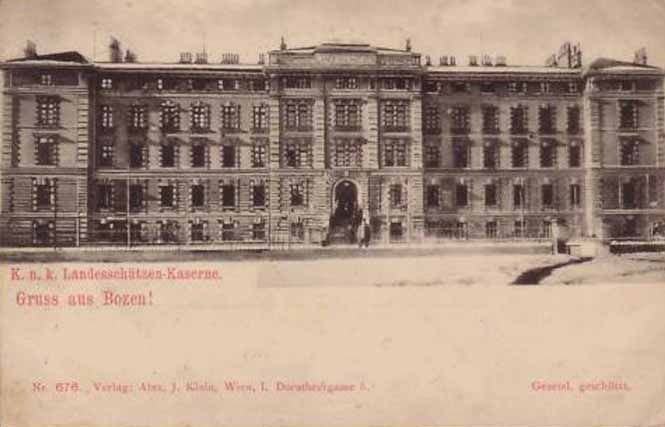
Caserma di Bolzano (Landesschützen-Kaserne), oggi sede della questura

## Organizzazione
Agli inizi del Novecento il Reggimento era composto da tre battaglioni e ognuno di essi da quattro compagnie fucilieri più una sezione di mitragliatrici autonoma (GebMGAAbteilung) formata da quattro mitragliatrici pesanti per un totale di tre ufficiali, 15 sottufficiali e 37 soldati. Una compagnia del 1906, in tempo di pace, contava tra 62 e 110 uomini per poi aumentare con gli anni sino ad arrivare alla cifra di 120-160 uomini.
Tutte le compagnie avevano una dotazione di montagna costituita da due carrette contenenti 250 bastoni alpini, 40 piccozze, 90 paia di sci con attacchi di tipo Bilgeri, 20 funi di 50 metri ognuna e 8 quadrupedi da soma per viveri e munizioni.
In tempo di pace, i quadrupedi in forza alle unità delle truppe tirolesi, erano affidati in utilizzo ai montanari e contadini allo scopo di provvedere al loro mantenimento per poi eventualmente incorporarli in caso di guerra.

## Composizione e appartenenza nel 1914
La composizione etnica del reggimento consisteva: 55% di fanti di lingua tedesca, 41% di lingua italiana e il 4% di altra provenienza.
La lingua ufficiale era il tedesco.
Con il protrarsi della guerra, la composizione etnica di provenienza dei soli tirolesi non fu più rispettata, in quanto le ampie perdite subite dal reparto, prima in Galizia e poi sul fronte italiano, furono necessariamente rimpiazzate con reclute provenienti da tutto l'impero.

## Dislocazione
- 1899
- Guarnigione: I. Battaglione a Bolzano / II. Battaglione a Merano / III. Battaglione a Brunico
- 1914
- Guarnigione: II. Battaglione a Bolzano / I. Battaglione a Merano / III. Battaglione a Riva del Garda. Il Reggimento schierava tre battaglioni: il I con due compagnie e una sezione mitragliatrici, il II tre compagnie e una sezione mitragliatrici e il III quattro compagnie e una sezione mitragliatrici.

- Stazioni

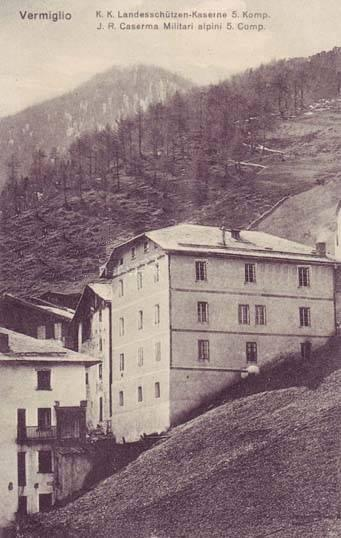
Caserma di Vermiglio

Per la formazione specifica nel combattimento di montagna le compagnie di fucilieri assumevano uno schieramento diverso sia nel periodo invernale che in quello estivo. Allo scopo furono costruite piccole casermette o furono affittati edifici più ampi nei luoghi di addestramento. L'addestramento alpino aveva lo scopo primario di organizzare gruppi di 40-50 uomini esperti in ogni specializzazione ed in grado di assolvere incarichi speciali impegnativi. Pertanto furono organizzati corsi alpini estivi ed invernali denominati "Felskurse" (corsi di roccia) ed "Eiskurse" (corsi di ghiaccio) ad indicare le esercitazioni in cordata e su ghiacciaio. I corsi duravano quattro settimane ed ogni gruppo era pienamente autonomo nelle sue necessità. Alla chiusura del corso seguivano le esercitazioni dei battaglioni culminando con le gare di tiro a segno premiate con medaglie e premi anche in denaro.
| Quartier generale  | Corso invernale | Corso estivo    |
| ------------------ | --------------- | --------------- |
| Comando Reggimento | Bolzano         | Bolzano         |
| I. Comando Btg.    | Bolzano         | Fucine          |
| 3. Compagnia       | Bolzano         | Vermiglio       |
| 4. Compagnia       | Bolzano         | Vermiglio       |
| 5. Compagnia       | Bolzano         | Acidule di Pejo |
| Sez. MG Abt. II/2  | Bolzano         | Fucine          |
| II. Comando Btg.   | Merano          | Prad            |
| 1. Compagnia       | Merano          | Trafoi          |
| 2. Compagnia       | Merano          | Sulden          |
| Sez. MG Abt. II/1  | Merano          | Prad            |
| III. Comando Btg.  | Riva del Garda  | Condino         |
| 6. Compagnia       | Riva del Garda  | Pinzolo         |
| 7. Compagnia       | Riva del Garda  | Daone           |
| 8. Compagnia       | Riva del Garda  | Storo           |
| 9. Compagnia       | Riva del Garda  | Bezzecca        |
| Sez. MG Abt. III/3 | Riva del Garda  | Condino         |

- In caso di guerra

In caso di guerra con l'Italia l'area di combattimento del Reggimento comprendeva il confine che dallo Stelvio si snodava sulle montagne fino al Lago di Garda. Allo stesso tempo alcuni distaccamenti avevano il compito di protezione delle fortificazioni permanenti di confine quindi l'impiego sul fronte russo fu solo un caso eccezionale.
Divisione da Ovest ad Est
- I. Battaglione con le sue compagnie a Taufers, Trafoi, Sulden
- Assegnazione delle sezioni di difesa: Monpitschen sito a nord di Taufers, Urtirola, Taufers/Münster, Ciavaltasch, Furkelspitz, Stilfser Joch, Madatschspitze, Kristallspitze Thurwieser, Königsspitze, Zufallspitze, Monte Cevedale.
- II. Battaglione con le sue compagnie a Pejo, Pizzano e Fucine in Val di Sole
- Assegnazione delle sezioni di difesa: Cevedale, Monte Vioz, Punta San Matteo, Corno dei Tre Signori, Punta Albiolo, Passo del Tonale, Cima Presena.
- III. Battaglione con le sue compagnie a Spiazzo, Daone, Storo, Bezzecca.
- Assegnazione delle sezioni di difesa: Cima di Presena, Lòbbia, Dosson di Genova, Monte Rossola, Cima di Seroten, Cima delle Cornelle, Cima di Carsine, Cima del Palù, Lago di Garda.

## L'impiego operativo nella Grande Guerra
Nel 1914, durante la prima guerra mondiale, tutti e tre i reggimenti furono inviati al fronte in Galizia e inquadrati nel Corpo d'armata del Tirolo, del Vorarlberg, del Salisburghese e della Bassa Austria. Qui, parteciparono a sanguinosi scontri contro l'esercito zarista che causarono forti perdite nelle unità sostenuti nelle battaglie di Lvov, Grodek, Plica, Przemyśl, Limanowa-Lapanov (località del fronte galiziano), Tarnów, Zaleszcykì, Dunajec e Bucovina sul fronte serbo e sui Carpazi.
I Landesschützen furono rimpatriati nel Tirolo appena nell'autunno 1915 difatti, con l'entrata in guerra del Regno d'Italia, si realizzava la clausola difensiva dell'antica normativa tirolese e tutti i reparti furono impiegati sul fronte italiano a partire dal mese di luglio.
A fine luglio il Reggimento "Bozen" con il suo IX Battaglione di marcia presidiava il ghiacciaio di Presena presso il Passo del Tonale ed il suo XI Battaglione si schierò a difesa il monte Coston sull'altopiano dei Fiorentini.
Dall'ottobre del 1915 al marzo del 1916 il Reggimento era così schierato:
- I Battaglione sull'altopiano di Folgaria;
- II Battaglione sull'altopiano di Lavarone e a Passo Coe a Folgaria e a Riva del Garda a difesa delle fortezze permanenti;
- III Battaglione a malga Coe e a Terragnolo;
- IV Battaglione sull'altopiano di Folgaria poi trasferito nelle Giudicarie;
- V Battaglione a Passo Coe e sul torrente Leno presso Rovereto.

Dal marzo 1916 il Reggimento si trasferì a nord di Baselga di Piné ove procedeva all'addestramento e al riordino seguendo un modello comune degli altri due reggimenti. Trasferito a Mattarello nei pressi di Trento il mese successivo, concorreva in Vallarsa alla conquista del pianoro di Zendri. Avviato sull'alpe di Fassa a presidio, vi rimaneva fino al 1917 combattendo sul monte Cauriol. Nel giugno il III Battaglione fu impiegato sull'Ortigara a difesa dell'offensiva italiana. Trasferito a Villach e a Plezzo raggiungeva a ottobre il massiccio del monte Grappa combattendovi fino al mese di marzo del 1918.

## Comandanti del Reggimento
- 1893 al 1897: colonnello Camillo Troll
- 1897 al 1899: colonnello Johann von Kantz
- 1899 al 1906: colonnello Kato Savij
- 1906 al 1910: colonnello Viktor Seidler
- 1910 al 1913: colonnello Gustav Szekely de Doba
- 1913 al 1915: colonnello Karl Stiller